# Joan Thiele (EP)
Joan Thiele è l'EP di debutto della cantautrice italiana Joan Thiele, pubblicato il 10 giugno 2016.

## Tracce
1. Save Me – 3:46
2. Cup of Coffee – 3:45
3. Heartbeat – 3:01
4. Lost Ones – 3:56
5. Rainbow – 4:08
6. Taxi Driver – 3:04
7. You & I – 4:12

## Classifiche
| Classifica (2016) | Posizione massima |
| ----------------- | ----------------- |
| Italia            | 91                |